# Ковальська Слобода (станція метро)

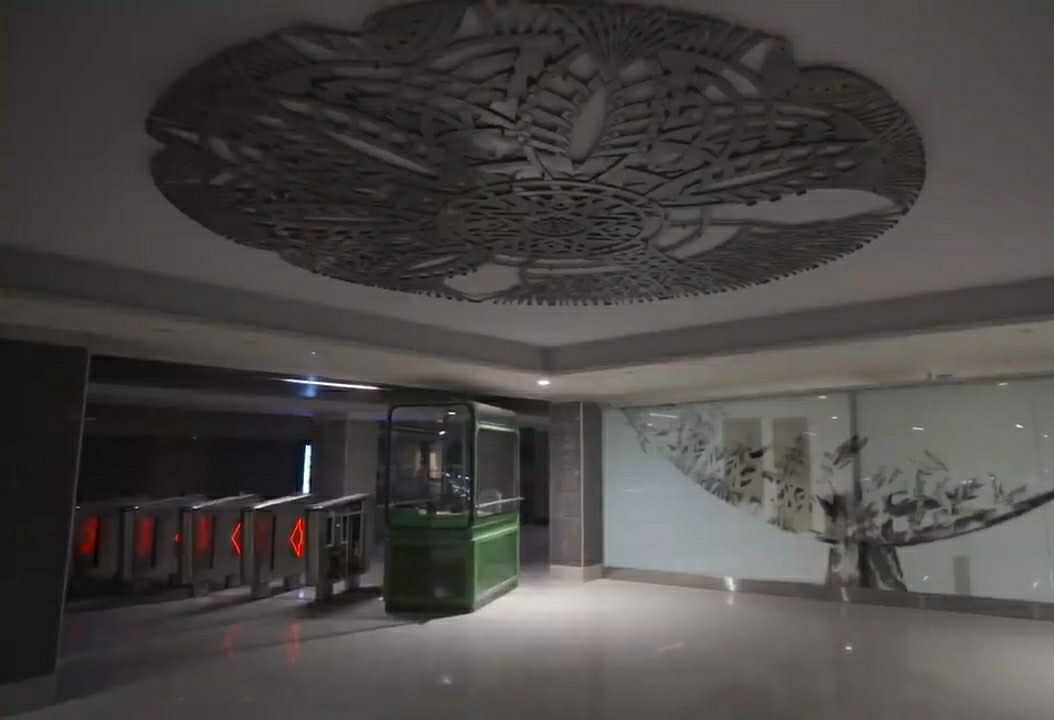
Вхід на станцію

53°52′37″ пн. ш. 27°32′58″ сх. д. / 53.87694° пн. ш. 27.54944° сх. д.
Ковальська Слобода (біл. Кавальская Слабада) —  станція Третьої лінії Мінського метрополітену. Урочисто відкрита 6 листопада 2020 року в складі дільниці «Ковальська Слобода» — «Ювілейна площа», для пасажирів станція запрацювала наступного дня.

## Технічна характеристика
Конструкція станції — односклепінна мілкого закладення типу горизонтальний ліфт з однією острівною платформою.

## Розташування
Станція розташована під рогом вулиць Жуковського та Воронянського.

## Колійний розвиток
Станція з колійним розвитком — за станцією розташовані оборотні тупики.

## Оздоблення
На стелі розташовані ковані декоративні конструкції, які нагадують білоруську витинанку. Скульптори — Павло Войницкий і Марія Тарлецька. Стіни прикрашені графічними сюжетами. Картини нанесені на протиударне скло.